# Meshack Ubochioma
Meshack Izuchukwu Ubochioma (* 29. November 2001 in Imo) ist ein nigerianischer Fußballspieler, der zuletzt bei Dundee United in der Scottish Premiership unter Vertrag stand.

## Karriere
Meshack Ubochioma, der aus dem nigerianischen Bundesstaat Imo im Südosten des Landes stammt, begann das Fußballspielen in der Gegend von Onuimo. Im Jahr 2016 zog er nach Lagos, der Hauptstadt Nigerias, und spielte in einer Fußballakademie. Im Alter von 17 Jahren reiste Ubochioma in die französische Hauptstadt Paris, um an einem Probetraining bei Paris Saint-Germain teilzunehmen. Durch eine diplomatische Partnerschaft zwischen den Fußballverbänden Ungarns und Nigerias begünstigt, unterschrieb Ubochioma im Januar 2020 seinen ersten Profivertrag bei Zalaegerszegi TE. Unmittelbar nachdem er den Vertrag in Ungarn unterschrieben hatte, wurde der Stürmer ab Februar 2020 an den slowenischen Zweitligisten NK Nafta 1903 verliehen. In der Rückrunde der Saison 2019/20 absolvierte er ein Ligaspiel gegen den NK Drava Ptuj, bevor die Spielzeit durch die COVID-19-Pandemie in Slowenien abgebrochen wurde. In der folgenden Saison 2020/21 verblieb er als Leihspieler bei dem Verein aus Lendava. Mit 12 erzielten Toren in 17 Ligaspielen wurde Ubochioma Dritter in der Torschützenliste der Druga Slovenska Nogometna Liga hinter Kaheem Parris (16 Tore) und Danijel Šturm (13). Nach seiner Rückkehr nach Zalaegerszeg wurde Ubochioma Stammspieler. In den nächsten beiden Saisons kam der Stürmer bis auf drei in allen Ligaspielen der ersten ungarischen Liga zum Einsatz. In dieser Zeit traf Ubochioma acht Mal in das gegnerische Tor. Im Jahr 2023 gewann er mit dem im Jahr 1920 gegründeten Verein erstmals den Ungarischen Pokal. In der Saison 2023/24 verlor er seinen Stammplatz und kam in 16 Spielen zum Einsatz, bei dem ihm ein Tor gelang.
Im August 2024 wechselte Ubochioma mit einem Zweijahresvertrag und einer vom Verein gehaltenen Option auf ein weiteres Jahr nach  Schottland zu Dundee United. Im Januar 2025 wurde Ubochioma an den schottischen Zweitligisten FC Livingston verliehen. Nach der Leihe wurde der Vertrag in Dundee aufgelöst.